# Sidónio Pais
Sidónio Pais, nome completo Sidónio Bernardino Cardoso da Silva Pais (Coimbra, 1º maggio 1872 – Lisbona, 14 dicembre 1918), è stato un politico portoghese e quarto Presidente della Repubblica dall'8 dicembre 1917 al 14 dicembre 1918.
Docente di matematica e militare, fondatore del Sidonismo, noto anche come Dezembrismo.

## Biografia
Nel 1888 iniziò la sua carriera militare entrando nella scuola dell'esercito. Nel 1892 è stato promosso tenente dell'artiglieria. Parallelamente, si laureò in matematica nel 1898 presso l'Università di Coimbra. Data di questo periodo la sua adesione alla Massoneria, nella loggia "Estrela de Alva", di Coimbra, col nome simbolico di "Carlyle".  Nell'esercito arrivò fino al grado di maggiore.
Esponente dei repubblicani conservatori, dopo la costituzione della Prima Repubblica portoghese, ricoprì diversi incarichi politici: deputato alla costituente, dall'agosto 1911 ministro dello sviluppo nel governo di João Chagas e poi ministro delle finanze nel governo di Augusto de Vasconcelos. Ambasciatore del Portogallo a Berlino dall'agosto 1912, dove si stabilì fino al 9 marzo 1916, quando tornò in Portogallo a seguito della dichiarazione di guerra tra i due paesi.
Fu promotore di un colpo di Stato militare il 5 dicembre 1917. L'8 dicembre fu nominato presidente della giunta rivoluzionaria, l'11 dicembre primo ministro e ministro della difesa e delle colonie, e il 27 dicembre 1917 assunse la carica di presidente della Repubblica. Sidonio Pais si impegnò per il salvataggio dei valori tradizionali, in particolare la Patria, e tentò di governare in modo carismatico, abolendo i partiti politici tradizionali e fondando il Partido Nacional Republicano, noto come partito sidonista, postulò la creazione di un Senato corporativo, modificò senza consultare il Congresso la legge elettorale, introducendo il suffragio universale diretto, e cambiò le leggi esistenti sulla separazione tra Stato e Chiesa cattolica, riprendendone i rapporti, dopo la rottura che aveva avuto luogo con la proclamazione della repubblica.
Vinse le prime elezioni presidenziali a mandato universale diretto il 28 aprile 1918 e il suo incarico venne così legittimato.
Le truppe portoghesi intanto furono sconfitte ad aprile 1918 nella battaglia del Lys dai tedeschi. A seguito di scioperi e contestazioni contro la guerra, decretò lo stato di emergenza il 13 ottobre 1918, ma nemmeno la firma dell'armistizio l'11 novembre riuscì a placarli.
Dopo essere sfuggito a un primo attentato, il 14 dicembre 1918 fu assassinato per mano di José Júlio da Costa - un anarchico estremista - alla stazione ferroviaria di Rossio, a Lisbona.
Il vuoto di potere lasciato dall'assassinio di Sidonio Pais portò il paese ad una breve guerra civile tra monarchici e repubblicani, conclusasi il 13 febbraio 1919 con la sconfitta dei monarchici.
Per caratterizzare il suo ruolo, unico nella storia politica del Portogallo, Fernando Pessoa lo qualificò come Presidente-Re.

## Onorificenze
(come Presidente della Repubblica)